# Брокуэлл, Глэдис
Глэ́дис Бро́куэлл (англ. Gladys Brockwell), урождённая — Ли́ндмен (англ. Lindeman; 26 сентября 1894, Бруклин, Нью-Йорк, Нью-Йорк, США — 2 июля 1929, Голливуд, Калифорния, США) — американская актриса

.

## Биография и карьера

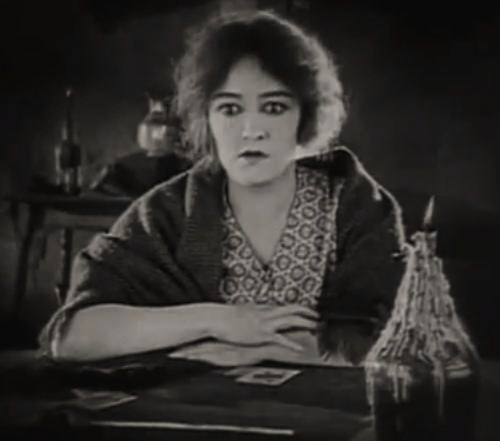
Брокуэлл в роли в фильме «Оливер Твист» (1922)

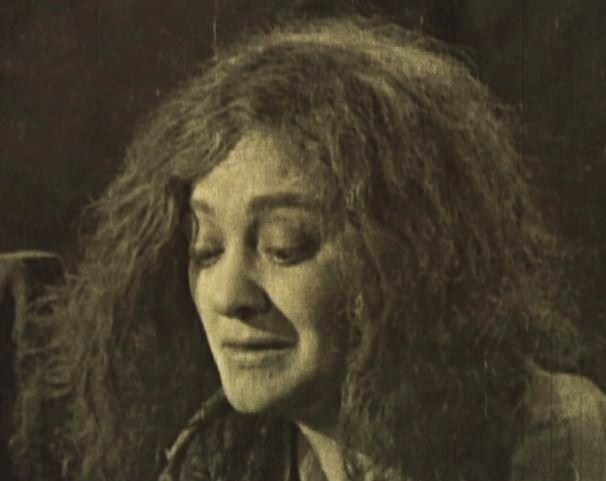
Брокуэлл в роли Сестры Гадьюл в фильме «Горбун из Нотр-Дама» (1923)

Глэдис Линдмен родилась 26 сентября 1894 года в Бруклине (Нью-Йорк, штат Нью-Йорк, США) в семье хористки и актрисы Лиллиан Линдмен (01.02.1875—30.01.1949), также известной как Билли Брокуэлл. Её мать познакомила дочь со сценой в раннем возрасте, свою первую роль в театре Глэдис сыграла в 3-летнем возрасте. К тому времени, когда она достигла среднего возраста, она уже была ветераном театра и играла драматические главные роли. Она взяла сценическое имя Глэдис Брокуэлл и дебютировала в кино в 1913 году для киностудии Любина и в течение короткого времени снялась в нескольких фильмах. Развивая своё ремесло, она переехала в Голливуд, где получила роль в известной версии «Оливера Твиста» 1922 года и в «Горбуне из Нотр-Дама» в следующем году.
К середине 1920-х годов, когда ей было уже за тридцать, Брокуэлл по-прежнему получала главные женские роли, хотя, в основном, играла второстепенные роли. Считаясь одной из лучших актрис того времени, которая не только адаптировалась к звуковому кинематографу, но и преуспела в нём, её первое появление в звуковом кино состоялось в 1928 году в «Огнях Нью-Йорка». Её игра получила положительные отзывы во время выпуска фильма, а также от современных критиков сохранившегося фильма.
В полнометражном фильме Warner Bros. «Огни Нью-Йорка» были сняты микрофоны, стратегически спрятанные вокруг съёмочной площадки, и фильм стал первым, снятым с полностью синхронным диалогом. Затем она была подписала контракт с Warner Bros. и с нетерпением ждала дальнейших успехов в звуковом кино.

## Личная жизнь
Брокуэлл вышла замуж за актёра Роберта Б. Бродуэлла (1878—1947) 3 марта 1915 года. Они расстались 1 сентября 1915 года из-за «большого количества ссор и неприятностей в целом», как она сказала в суде, когда подавала на развод в марте 1918 года. «Кажется, мы никогда ни в чём не согласились» — добавила она. Судья Джексон из Лос-Анджелеса вынес решение о разводе 13 марта 1918 года по причине дезертирства.
Меньше чем через четыре месяца после развода с Бродуэллом, 1 июля 1918 года, Брокуэлл вышла замуж во второй раз за режиссёра Гарри Эдвардса (1887—1952), но уже в следующем году их брак был аннулирован.

## Смерть
27 июня 1929 года Брокуэлл и её друг, 27-летний рекламный агент из Лос-Анджелеса Томас Стэнли Бреннан (1902—1949), попали в автокатастрофу недалеко от Калабасаса, штат Калифорния. Автомобиль, которым управлял Бреннан, проехал по 23-метровой набережной на шоссе Вентура недалеко от Калабасаса. Брокуэлл была придавлена автомобилем. Ей было проведено четыре переливания крови, последнее из которых незадолго до смерти. После второго переливания крови Брокуэлл, казалось, пошла на поправку, но вскоре у неё начался перитонит из-за внутренних травм, в частности, прокола толстой кишки. Она умерла 2 июля 1929 года в Голливудской больнице в Лос-Анджелесе от перитонита и внутренних травм, несовместимых с жизнью, на 35-м году жизни. Тело Брокуэлл было кремировано на кладбище Hollywood Forever, а прах был передан её матери. В настоящее время прах Брокуэлл покоится с её матерью в колумбарии кладбища Инглвуд-Парк.
Бреннан, который на момент смерти Брокуэлл всё ещё восстанавливался от травм в больнице, был признан невиновным в автокатастрофе и рассказал, что причиной аварии стала попавшая ему в глаза пыль, которая временно его ослепила. Последний фильм с участием Брокуэлл, «Дело Дрейка», был снят Эдвардом Леммле, когда она была одолжена Universal Pictures, и был выпущен посмертно в сентябре 1929 года.

## Избранная фильмография
| Год  |   | Русское название    | Оригинальное название       | Роль           |
| ---- | - | ------------------- | --------------------------- | -------------- |
| 1914 | ф | Тайфун              | The Typhoon                 | Хелен          |
| 1922 | ф | Оливер Твист        | Oliver Twist                | Нэнси          |
| 1923 | ф | Горбун из Нотр-Дама | The Hunchback of Notre Dame | Сестра Гадьюл  |
| 1925 | ф | Старый мореход      | The Ancient Mariner         | Жизнь в смерти |
| 1927 | ф | Длинные штаны       | Long Pants                  | Мать Гарри     |
| 1927 | ф | Седьмое небо        | 7th Heaven                  | Нана           |